# Vheissu
Vheissu è il quarto album in studio del gruppo musicale rock statunitense Thrice, pubblicato nel 2005.

## Il disco
Il disco è stato registrato presso gli Studios di Bearsville (New York) con il produttore Steve Osborne, già al lavoro con Placebo e New Order.
L'artwork del disco è stato curato da Dave Eggers e Brian McMullen.

## Tracce
1. Image of the Invisible – 4:14
2. Between the End and Where We Lie – 3:56
3. The Earth Will Shake – 4:29
4. Atlantic – 4:02
5. For Miles – 4:27
6. Hold Fast Hope – 4:01
7. Music Box – 4:46
8. Like Moths to Flame – 4:26
9. Of Dust and Nations – 4:50
10. Stand and Feel Your Worth – 5:52
11. Red Sky – 4:17

## Formazione
- Dustin Kensrue - voce, chitarra
- Teppei Teranishi - chitarra, cori, tastiere
- Eddie Breckenridge - basso, cori
- Riley Breckenridge - batteria, percussioni

## Classifiche
| Classifica (2005)           | Posizione raggiunta |
| --------------------------- | ------------------- |
| Billboard 200 (Stati Uniti) | 15                  |